# The Voice of Eva
The Voice of Eva è un cortometraggio muto del 1915 diretto da Burton L. King.

## Trama
Eva ascolta il canto degli uccelli nella sua villa di campagna e decide di mettersi a cantare con loro. In quel momento, uno sconosciuto passa di lì e, colpito dalla sua bellezza e dalla tristezza che percepisce in lei, le propone di lasciare la sua casa e cercare una vita migliore altrove. Spinta dal consiglio dello sconosciuto, Eva si spinge in città dove, entrando in un caffè, Eva comincia a cantare sovrappensiero sulle note della musica del locale. Il proprietario la nota e, talmente ammaliato dalla voce di lei, le offre un posto di lavoro come cantante.
Un giorno Whitney, un uomo rimasto vedovo, si innamora di lei e, senza sapere nulla del suo passato e della sua attività presente, le chiede di sposarlo. Tuttavia, le confessa di non approvare lo stile di vita legato ai locali notturni e alle cantanti di cabaret. Per amore, Eva decide quindi di rinunciare alla sua carriera e lascia il lavoro.
Ma Eva è incapace di smettere di cantare e così dopo qualche tempo ci ripensa e ritorna sul palco. Una sera, mentre si esibisce, Whitney entra nel locale e, deluso, rompe il fidanzamento. Il dolore per la separazione prende il sopravvento: la voce di Eva si spezza, la sua salute peggiora e si ammala. Quando finalmente si riprende, il medico le dice che non dovrà mai più cantare.
Intanto, la figlia piccola di Whitney si ammala anch'essa e, in preda al delirio, invoca Eva. Il legame affettivo tra loro è profondo, così Eva accorre al capezzale della bambina, le due si riconciliano e ritrovano entrambe la felicità.

## Produzione
Il film fu prodotto dalla Selig Polyscope Company.

## Distribuzione
Distribuito dalla General Film Company, il film - un cortometraggio in una bobina - uscì nelle sale cinematografiche statunitensi il 28 aprile 1915.